# Аула
Аулата е зала, предназначена за събрания и тържествени церемонии на дадена организация като висше училище.
Думата има гръцки произход и в специфичната архитектура на Елада аулата е вътрешният двор на къщата, както и атриумът при древноримската къща.
Терминът започва да се използва за обозначаване на зала за лекции в епохата на барока. В католическата църква е използван за наименование на зала за религиозни дискусии.
Аулата на Софийския университет е най-старата в България, тя е и най-украсената с орнаменти аудитория, подобно на зрителната зала на Народния театър „Иван Вазов“.

## Вижте още
- Аудитория